# テイク・イット・イージー (映画)
『テイク・イット・イージー』は、1986年4月12日に公開された日本映画。『すかんぴんウォーク』『ユー・ガッタ・チャンス』に続く吉川晃司主演×大森一樹監督による「民川裕司3部作」の第3作で完結編。
スター街道半ばの民川裕司（吉川晃司）が、ニューヨーク公演が中止になったことから、北海道に旅に出て地元のボスと対決する。自身の生きる道を見つめ直し、裕司の新たな出発を描くシリーズ完結篇。
1985年秋に製作発表が行われた際のタイトルは『テイク・イット・イージー・三年目の冒険』と告知されていた。

## キャスト
- 民川裕司 - 吉川晃司
- 氷室麻弓 - 名取裕子
- 仲根六郎 - 上杉祥三
- 青井森一 - 黒沢年男
- 池谷浩一 - 寺尾聰
- 草野つみき - つみきみほ
- 日野かえで - つみきみほ
- 氷室画伯 - 長門裕之
- 山田久美 - 戸川京子
- 今村健次 - 阿部雅彦
- 野村圭吾 - 坂井徹
- 佐原和人 - 麻生肇
- 氷室ユミ - 東山美鈴
- 池谷レイ - アン・ルイス
- ディーラーの男 - 宍戸錠[1]

## スタッフ
- 総指揮 - 渡辺晋
- 監督 - 大森一樹
- 製作 - 岡田裕
- プロデューサー - 中川好久
- 脚本 - 丸山昇一
- 撮影 - 水野尾信正
- 音楽 - 後藤次利
- 主題曲 - 吉川晃司「MODERN TIME」
- 美術 - 金田克美
- 編集 - 井上治
- 照明 - 三荻国明
- 録音 - 中野俊夫
- 助監督 - 平山秀幸[1]

## 同時上映
『タッチ・背番号のないエース』